# Cofradía
Cofradía é uma cidade de Honduras localizada no departamento de Cortés (Honduras). Segundo censo de 2013, havia 2 609 habitantes.